# 芙蘿倫絲機進份子
芙蘿倫絲機進份子（英語：Florence and the Machine，性格化作 Florence + the Machine）是一個英國獨立搖滾樂團，2007年於倫敦成立。其成員包括主唱弗洛倫斯·韋爾奇，鍵盤手伊莎貝拉·薩默斯和其他音樂家等等。他们的音乐风格包括独立流行、巴洛克流行、艺术流行、新灵魂和民谣。他们的音乐受到了媒体和公众的广泛赞誉，尤其是BBC，它在他们的崛起过程中起到了重要的推动作用。他们在2009年的英国音乐奖上获得了评论家选择奖。他们共发行了五张录音室专辑，分别是《Lungs》(2009)、《Ceremonials》(2011)、《How Big, How Blue, How Beautiful》(2015)、《High as Hope》(2018) 和 《Dance Fever》(2022)。他们的代表作有〈Dog Days Are Over〉、〈You've Got the Love〉、〈Shake It Out〉、〈Spectrum (Say My Name)〉等。

## 簡介
Florence + the Machine的乐队名字来源于Florence Welch和Isabella Summers的青少年时期的合作。他们最初叫做Florence Robot/Isa Machine，后来简化为Florence + the Machine。他们开始在伦敦的一些小型场所演出，并逐渐吸引了一些音乐人的加入，形成了一个七人的乐队。他们在2008年签约了Moshi Moshi唱片公司，并发行了他们的第一首单曲《Kiss with a Fist》。他们的音乐受到了BBC等媒体的推荐，也得到了一些知名音乐人的赞赏。
樂團的首張錄音室專輯《Lungs》在2009年7月6日发行。这张专辑包含了16首歌曲，其中有《Kiss with a Fist》、《Dog Days Are Over》、《Rabbit Heart (Raise It Up)》、《You've Got the Love》等热门单曲。这张专辑在英国专辑榜上保持了第二名的位置五周，后来在2010年1月达到了第一名的位置。这张专辑在英国获得了六倍白金认证，在澳大利亚获得了三倍白金认证，在爱尔兰获得了四倍白金认证。这张专辑在2010年的英国音乐奖上获得了最佳英国专辑奖。
Florence + the Machine的第二张专辑是《Ceremonials》，于2011年10月28日由Island唱片公司发行。这张专辑包含了12首歌曲，其中有《Shake It Out》、《No Light, No Light》、《Never Let Me Go》、《Spectrum (Say My Name)》等热门单曲。这张专辑在英国、爱尔兰、澳大利亚和新西兰等国家的专辑榜上都取得了第一名的成绩。这张专辑的风格更加成熟和华丽，受到了巴洛克流行和艺术流行的影响，也展现了Florence Welch强大的嗓音和情感表达3。
第三张专辑是《How Big, How Blue, How Beautiful》，于2015年5月29日由Island唱片公司发行。这张专辑包含了11首歌曲，其中有《What the Water Gave Me》、《Shake It Out》、《Never Let Me Go》、《Spectrum (Say My Name)》等热门单曲。这张专辑在英国、美国、澳大利亚和新西兰等国家的专辑榜上都取得了第一名的成绩。这张专辑的风格更加自然和简约，受到了摇滚和民谣的影响，也展现了Florence Welch更加坦诚和敏感的一面。
第四张专辑是《High as Hope》，于2018年6月29日由Island唱片公司发行。这张专辑包含了10首歌曲，其中有《Sky Full of Song》、《Hunger》、《Patricia》等热门单曲。这张专辑在英国、美国、澳大利亚和新西兰等国家的专辑榜上都取得了前十名的成绩。这张专辑的风格更加内省和诗意，受到了民谣和灵魂的影响，也展现了Florence Welch更加成熟和坦诚的一面。
Florence + the Machine的第五张专辑是《Dance Fever》，于2022年5月13日由Island唱片公司发行。这张专辑包含了14首歌曲，其中有《King》、《Free》、《My Love》、《Heaven Is Here》等热门单曲。这张专辑的灵感来源于16世纪欧洲发生的一场舞蹈瘟疫，也被称为舞蹈狂热或舞蹈癫痫。这张专辑在英国、美国、澳大利亚和新西兰等国家的专辑榜上都取得了前十名的成绩。这张专辑的风格更加奇幻和激情，受到了摇滚和流行的影响，也展现了Florence Welch更加自由和勇敢的一面。

## 專輯
- Lungs (2009)
- Ceremonials (2011)
- How Big, How Blue, How Beautiful (2015)
- High as Hope (2018)
- Dance Fever (2022)

## 巡迴演唱會
- Lungs Tour (2008–11)
- Ceremonials Tour (2011–13)
- How Big Tour (2015-2016)